# Taura
Taura är en kommun och ort i Landkreis Mittelsachsen i förbundslandet Sachsen i Tyskland. Kommunen har cirka 2 400 invånare.
Kommunen ingår i förvaltningsområdet Burgstädt tillsammans med kommunerna Burgstädt och Mühlau.